# Java Runtime Environment
Java Runtime Environment (скор. JRE; укр. середовище виконання для Java) — мінімальна реалізація віртуальної машини, що необхідна для виконання Java-додатків, без компілятора й інших засобів розробки. Складається з віртуальної машини — Java Virtual Machine — та бібліотеки Java-класів.
JRE поширюється вільно і для більшості платформ може бути завантажена з сайту Oracle.
Засоби розробки разом з JRE входять до JDK.

## jucheck.exe
jucheck.exe — процес, що періодично встановлює оновлення Java-машини в ОС Windows. Процес не критичний для роботи Windows, але при його відключенні Java-машина перестане оновлюватися.